# Santino Rice
Santino Rice (Saint Charles, Misuri; 20 de agosto de 1974) es un diseñador de moda y personalidad de televisión estadounidense conocido por sus participaciones en los programas de telerrealidad Project Runway, RuPaul's Drag Race y On the Road with Austin and Santino.

## Comienzos
Rice nació y creció en St. Charles, Misuri, Estados Unidos. Sus padres eran multietnicos, con ascendencia afroestadounidense, italiana, judía y nativoestadounidense.
Estudio diseño en el Instituto de Diseño de Moda y Merchandising (FIDM). Santino ha salido en varias películas estadounidenses y ha grabado algunos CD. El 7 de diciembre de 2005, Santino apareció por primera vez en Project Runway junto con 15 concursantes más, llegando a tercer lugar en la final, en donde compitió contra Chloe Dao, quien fuera la ganadora. Vive en Los Ángeles y diseña para una pequeña clientela élite creando piezas únicas. Diseñador de paquetes de los cigarrillos Camel.
Fue jurado varias temporadas del programa RuPaul's Drag Race desde 2009 hasta 2015.

## Filmografía
- 2005 Project Runway
- 2009 RuPaul's Drag Race
- 2010 Drag Race: Untucked!
- 2010 On the Road with Austin & Santino